# Danilo Barthel
Danilo Timon Barthel (Heidelberg, 24 ottobre 1991) è un ex cestista tedesco.

## Carriera
Con la Germania ha disputato i Campionati europei del 2017, i Campionati mondiali del 2019 e i Giochi olimpici di Tokyo 2020.

## Statistiche

### Eurolega
| Anno      | Squadra       | PG | PT | MP   | TC%  | 3P%  | TL%  | RP  | AP  | PRP | SP  | PP  |
| --------- | ------------- | -- | -- | ---- | ---- | ---- | ---- | --- | --- | --- | --- | --- |
| 2018-2019 | Bayern Monaco | 30 | 28 | 23,7 | 50,8 | 40,4 | 70,5 | 4,0 | 1,9 | 0,3 | 0,2 | 8,1 |
| 2019-2020 | Bayern Monaco | 27 | 24 | 24,4 | 48,2 | 31,3 | 75,0 | 3,9 | 1,4 | 0,4 | 0,1 | 7,9 |
| 2020-2021 | Fenerbahçe    | 29 | 18 | 21,8 | 53,2 | 41,2 | 88,4 | 3,1 | 1,3 | 0,5 | 0,2 | 6,3 |
| 2021-2022 | Fenerbahçe    | 8  | 1  | 11,1 | 47,8 | 33,3 | 92,3 | 1,5 | 0,6 | 0,2 | 0,0 | 4,5 |
| Carriera  | Carriera      | 94 | 71 | 22,2 | 50,4 | 36,4 | 78,2 | 3,5 | 1,5 | 0,4 | 0,2 | 7,2 |

### Eurocup
| Anno      | Squadra           | PG | PT | MP   | TC%  | 3P%  | TL%  | RP  | AP  | PRP | SP  | PP  |
| --------- | ----------------- | -- | -- | ---- | ---- | ---- | ---- | --- | --- | --- | --- | --- |
| 2011-2012 | Skyl. Francoforte | 4  | 0  | 7,5  | 100  | -    | 50,0 | 1,0 | 0,2 | 0,8 | 0,2 | 0,8 |
| 2016-2017 | Bayern Monaco     | 16 | 5  | 15,3 | 58,3 | 42,9 | 76,7 | 3,5 | 1,6 | 0,6 | 0,4 | 6,0 |
| 2017-2018 | Bayern Monaco     | 21 | 8  | 20,1 | 58,7 | 30,0 | 73,9 | 4,1 | 1,8 | 0,4 | 0,5 | 8,5 |
| Carriera  | Carriera          | 41 | 13 | 17,0 | 58,8 | 33,3 | 74,3 | 3,6 | 1,6 | 0,5 | 0,4 | 6,8 |

## Palmarès

### Squadra
- Campionato tedesco: 2

Bayern Monaco: 2017-18, 2018-19
- Campionato turco: 1

Fenerbahçe: 2021-22
- Coppa di Germania: 1

Bayern Monaco: 2018
- FIBA Europe Cup: 1

Skyliners Francoforte: 2015-16

### Individuale
- Basketball-Bundesliga MVP finals: 1

Bayern Monaco: 2017-18